# Самотен път
„Самотен път“ с подзаглавие Литературно списание е българско списание, излизало в Скопие, Османската империя.

## История
Запазен е един-единствен брой, печатан на шапирограф, от 13 октомври 1909 година. Съдържа преводи на творби от Казимеж Тетмайер, Оскар Уайлд, както и произведения на местни български автори. Редакцията обещава да предложи преводи от персийската, арабската, турската и руската литература, а също и най-добрите произведение на европейските, предимно съвременни, автори.